# Joan Fuster
Juan de la Cruz Fuster Ortells, conocido como Joan Fuster i Ortells (Sueca, Valencia, 23 de noviembre de 1922-ibídem, 21 de junio de 1992), fue un escritor español que escribió en castellano y sobre todo en lengua valenciana, que se convirtió en figura clave del pancatalanismo y en la definición de los denominados Países Catalanes. Su obra más influyente, posiblemente, fue el ensayo Nosaltres, els valencians (Nosotros, los valencianos, 1962). Su labor investigadora y editorial abarca diferentes facetas y campos de conocimiento, incluyendo lingüística, historia y filosofía. Está considerado el ensayista más importante en valenciano del siglo XX. Josep Pla dijo de Fuster: «Representa una nueva mentalidad. No es un valenciano estricto, ni un catalán de Valencia, ni un valenciano catalanizado. Fuster es un elemento normal de la totalidad de nuestra área lingüística».
Fuster fue una figura polémica y provocadora. En dos ocasiones, fue víctima de atentados terroristas imputados a la extrema derecha anticatalanista local, que lo había «satanizado», cuyos autores nunca fueron conocidos al no investigarse significativamente los hechos.  Según Carmen Noguero, secretaria general del Instituto Cervantes, Fuster «Fue un agitador de ideas que padeció la censura y el menosprecio».

## Biografía
Su familia procedía de agricultores. La primera excepción fue su padre, Juan Fuster Seguí (dirigente local del Partido Carlista), que aprendió el oficio de tallista de imágenes y ejerció de profesor de dibujo, además de ser el primer alcalde franquista de Sueca. Joan Fuster, pues, no fue un hombre de letras por tradición familiar. Estos parámetros cronológicos, geográficos y familiares son relevantes a la luz de su obra posterior, y lo singularizan en el panorama ensayístico de las últimas épocas.
Fuster, si bien desde su etapa de universitario se identificó como valencianista, es decir catalanista, y por la época en que escribió su ensayo Nosaltres, els valencians se declaraba liberal, en su juventud se había afiliado tanto al Frente de Juventudes, donde llegó a ser jefe de escuadra, como, automáticamente al alcanzar la mayoría de edad, a Falange. Además, ocupó cargos en organizaciones universitarias falangistas y en la década de 1950 colaboró en la publicación oficial del sindicato universitario falangista (SEU), Claustro, y en el periódico Levante, el cual por entonces formaba parte de la red de periódicos del Movimiento Nacional. Sobre esta época, el mismo escritor se ocupó de afirmar que «Como cualquier otra criatura provinciana de la posguerra crecí intelectualmente en la ignorancia total y en la intoxicación doctrinaria de la Dictadura».
En 1943 realizó los estudios de Derecho en la Universidad de Valencia y combinó estos con una formación autodidacta que le llevará hacia el oficio de crítico y columnista. Un año más tarde, publicó en el almanaque de Las Provincias su primer artículo escrito en valenciano: Vint-i-cinc anys de poesia valenciana. Con 25 años de edad se introduce en la tertúlia de la Editorial Torre, comandada por Xavier Casp, donde publica sus primeros trabajos de poesía . Sería en este ambiente donde Fuster empezaría a dejar atrás su identificación con el regionalismo valenciano, adscribiéndose a posturas cercanas al catalanismo, filiación personal que el propio autor fechaba en 1947.
De 1946 a 1956 codirigió con José Albi la revista Verbo. En 1948 se licencia en Derecho, y durante unos años, ejerce de abogado en Sueca, donde residió siempre. Paralelamente escribía colaboraciones periódicas en la prensa, una de las facetas más constantes de su producción: Valencia, Levante, Jornada y también en el semanario barcelonés Destino y en algunas revistas catalanas que veían la luz en el extranjero. En México, precisamente, fue publicado un fascículo titulado La literatura catalana a la Renaixença. Sus primeros libros, sin embargo, fueron de poemas: Sobre Narciso (1949), Ales o mans (1949), Tierra en la boca (1953) y Escrito para el silencio (1954). La poesía fusteriana, que recogió después en el volumen Siete libros de versos (1987), se inserta en una línea existencialista y refleja las preocupaciones del momento histórico.
En 1954 el filólogo y editor Francesc de Borja Moll le editaba en Mallorca el ensayo de estética El descrèdit de la realitat, con el que iniciará una brillante carrera de ensayista de vasta amplitud temática, servida por un estilo incisivo, de adjetivación hábil y precisa. Otro aspecto de su obra, empezado también entonces, fue el de la erudición, la historia y la crítica literarias, que alternó con antologías de prosa. Fuster entraba así en un proceso personal de profesionalización al mismo tiempo que se producía todo un proceso de comprensión de la realidad valenciana.
Una parte muy considerable de la obra de Fuster trata de temas relacionados con la región valenciana y, más concretamente, con sus peculiaridades sociales, políticas y culturales. Es un conjunto de escritos que nacen de la posición moral y política, comprometida, del escritor con su tierra y con su tiempo. A lo largo de su trayectoria intelectual tuvo que vencer varias adversidades: censura, hostilidades oficiales y oficiosas, falta de medios, ausencia de ambiente cultural propicio, silencio de los medios de comunicación de la Comunidad Valenciana. En los años sesenta su obra se hizo más incisiva y polémica, lo que lo llevó a ejercer de intelectual de incidencia frondosa y eficaz. Colabora en Correo Catalán (1961-66). En 1962 publica Nosaltres, els valencians, libro en el que propone la «reconstrucción nacional» de la Comunidad Valenciana dentro de un marco compuesto por los territorios de habla catalana, tal es el término que él mismo popularizó: la expresión Països Catalans (Países Catalanes, en español). Jaume Pérez Muntaner, estudioso de la obra de Fuster, dice de Nosaltres, els valencians:

Su significación histórica ha sido tan remarcable que se puede hablar desde nuestra perspectiva actual de un antes y un después de esta obra en cualquier referencia a la cultura y la conciencia nacional del País Valenciano.

La obra de Fuster además de ser diversa en cuanto a temas también lo es en técnicas y géneros. Ha utilizado sobre todo la forma del ensayo largo, El descrédito de la realidad, Las originalidades; pero también el aforismo, Juicios finales; el dietario íntimo, Indagaciones posibles, Causar-se de esperar. De los escritos de historia y crítica literaria hace falta destacar los estudios sobre San Vicente Ferrer, Isabel de Villena, Ausiàs March, Joan Roís de Corella, Joan Salvat-Papasseit, Josep Pla, Salvador Espriu, etc. Como historiador de la lengua destaca la colaboración en el segundo volumen de la Historia de Cataluña. De los miles de páginas que Fuster escribió, sus Obras completas (Edicions 62), sólo recogen una parte medianamente significativa.
En 1975 le fue concedido el Premio de Honor de las Letras Catalanas.
En 1978 sufrió un atentado, así como también el 11 de septiembre de 1981, en su domicilio, con la colocación de dos artefactos explosivos que no ocasionaron daños personales al escritor, aunque sí a su vivienda y biblioteca.
En 1983 se incorporó como profesor contratado a la Universidad de Valencia para impartir la asignatura de Historia de la Lengua. El mismo año fue distinguido con la Medalla de Oro de la Generalidad de Cataluña y un año más tarde fue investido doctor honoris causa por la Universidad de Barcelona y por la Universidad Autónoma de Barcelona.
En 1985 se doctoró en Filología Catalana por la Universidad de Valencia con el estudio y la edición de La Regla del Convent de Sant Josep de Valencia y en 1986 obtuvo la cátedra de literatura en la misma universidad.
Los últimos años de su vida suspendió casi del todo la actividad pública y más directamente política, y se dedicó a la investigación y a la cátedra universitaria. Fruto de este trabajo son los estudios reunidos en Libros y problemas del Renacimiento (1989).
Fue miembro agregado del Instituto de Estudios Catalanes, de la Institución Valenciana de Estudios e Investigaciones, formaba parte del Consejo Valenciano de Cultura, del Instituto Valenciano de Filología y del consejo asesor de la Biblioteca Valenciana. Promotor y primer presidente de Acció Cultural del País Valencia (1978) y presidente de la Associació d'Escriptors en Llengua Catalana (1987-1991).
Murió en Sueca el 21 de junio de 1992. A título póstumo la Generalidad Valenciana le concedió la Alta Distinción al Mérito Cultural de la Generalidad Valenciana y la Universidad Jaime I de Castellón organizó actos en homenaje suyo. Las letras catalanas lo recuerdan con la convocatoria de un premio de ensayo que lleva su nombre.
En 1995, la Generalidad Valenciana firmó con el ayuntamiento de Sueca un convenio para convertir la casa donde vivió Fuster en un centro de cultura y de estudio en memoria del escritor. Se compró la casa de Sueca al heredero de Joan Fuster, Josep Palacios. Según el acuerdo de compra, el inmueble, un poco reformado, tendría que ser la sede de la Biblioteca Valenciana y habría de acoger los 25.000 libros de la colección particular del escritor, sus documentos, tanto literarios como personales, y sus obras artísticas, entre las cuales hay cuadros de Miró, Tàpies y Josep Renau, y esculturas de Alfaro. Con este objetivo, el ayuntamiento de Sueca adquirió poco después la casa adjunta para disponer de más espacio. Pero, en 1998, los albaceas de Joan Fuster retiraron a la Generalidad Valenciana la custodia del legado del escritor por incumplimiento de los acuerdos.
Mientras tanto, en 1997, el Ayuntamiento de Sueca y los albaceas del escritor declararon el Año Fuster, que constó de un conjunto de actos para conmemorar el 75.º aniversario del nacimiento del escritor y el quinto desde su muerte.
El 13 de septiembre de 1997, unos delincuentes comunes profanaron la tumba de Joan Fuster, entre otros, del cementerio de Sueca.

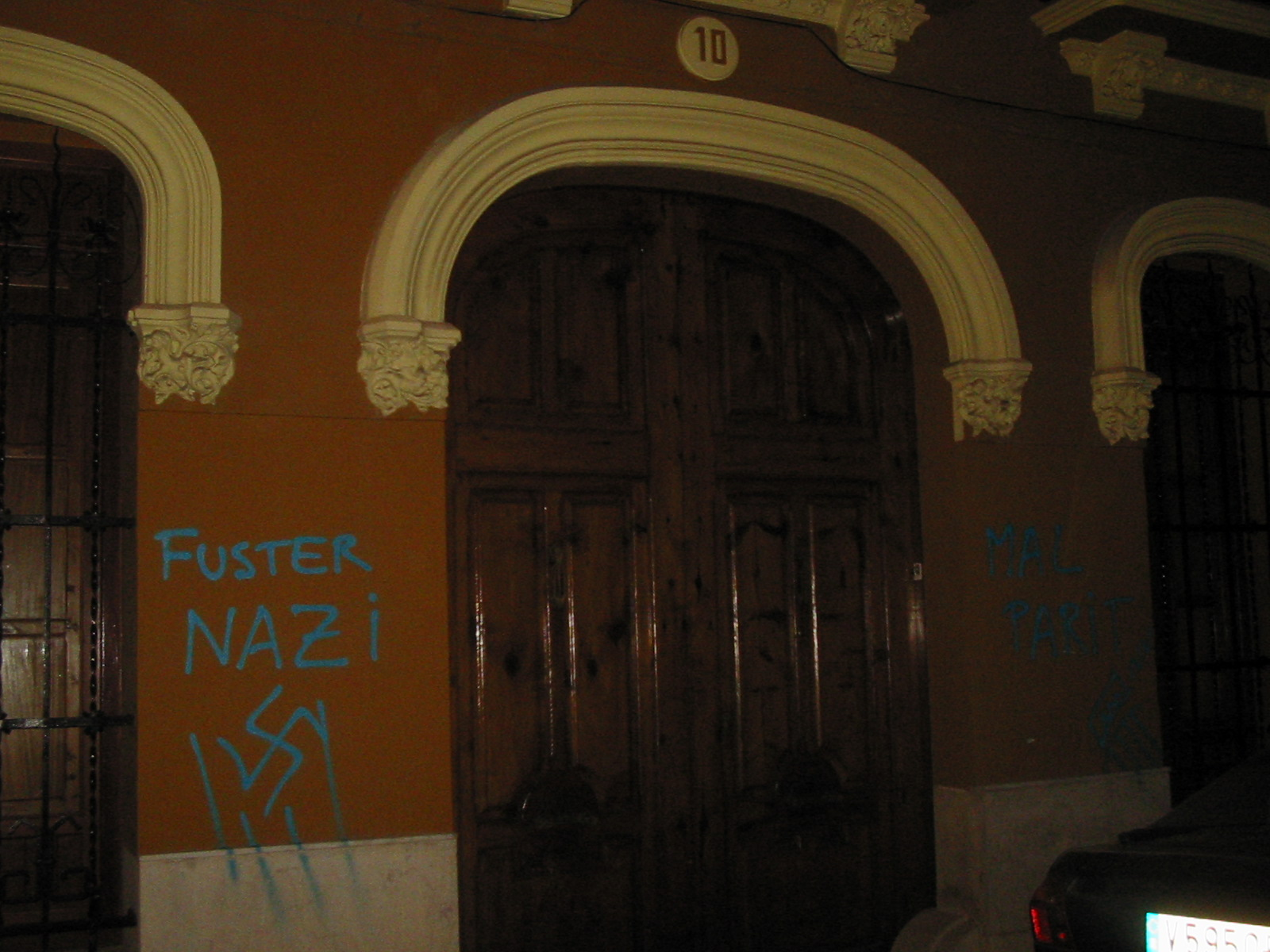
La puerta de la casa del escritor en Sueca, objeto de vandalismo blavero.

En 2007, tanto la casa como el monumento del escritor, museo y centro cultural, fueron vandalizadas por distintas pintadas en las que lo tachaban de nazi, catalanista, etc.
Aunque nunca hizo declaraciones públicas al respecto, Joan Fuster era homosexual y tematizó esto en su poema "Criatura dolcíssima". El cantautor catalán abiertamente gay Lluís Llach ha musicalizado este poema.

## Obras

### Ensayo
- Antología del surrealismo español. Alicante, Verbo, 1953
- La poesia catalana fins a la Renaixença. México, Edicions Catalanes de Mèxic, 1954
- Pàgines escollides de sant Vicent Ferrer. Barcelona, Barcino, 1955
- El descrèdit de la realitat. Palma de Mallorca, Moll, 1955
- Antologia de la poesia valenciana. Barcelona, Selecta, 1956
- La poesia catalana. Palma de Mallorca, Moll, 1956. 2 vol
- Les originalitats. Barcelona, Barcino, 1956
- El món literari de sor Isabel de Villena. Valencia, Lo Rat Penat, 1957
- Figures de temps. Barcelona, Selecta, 1957
- Indagacions possibles. Palma de Mallorca, Moll, 1958
- Recull de contes valencians. Barcelona, Albertí, 1958
- Ausiàs March. Antologia poètica. Barcelona, Selecta, 1959
- Un món per a infants. Valencia, 1959
- Judicis finals. Palma de Mallorca, Moll, 1960
- Joan Serrallonga. Vida i mite del famós bandoler. Barcelona, Aedos, 1961
- Valencia. Madrid, Dirección General de Turismo, 1961
- Nosaltres, els valencians. Barcelona, Edicions 62, 1962
- El País Valenciano. Barcelona, Destino, 1962
- Poetes, moriscos i capellans. Valencia, L'Estel, 1962
- Qüestió de noms. Barcelona, Aportació Catalana, 1962
- El bandolerisme català II. La llegenda. Barcelona, Aymà, 1963
- Raimon. Barcelona, Alcides, 1964
- Diccionari per a ociosos. Barcelona, A. C., 1964
- Alicante y la Costa Blanca. Barcelona, Planeta, 1965
- Causar-se d'esperar. Barcelona, A. C., 1965
- Combustible per a falles. Valencia, Garbí, 1967
- L'home, mesura de totes les coses. Barcelona, Edicions 62, 1967
- Consells, proverbis i insolències. Barcelona, A. C., 1968
- Examen de consciència. Barcelona, Edicions 62, 1968
- Heretgies, revoltes i sermons. Barcelona, Selecta, 1968
- Obres completes I. Llengua, literatura, història. Barcelona, Edicions 62, 1968
- Abans que el sol no creme. Barcelona, La Galera, 1969
- Obres completes II. Diari 1952-1960. Barcelona, Edicions 62, 1969
- "Hi ha més catalans encara", fascicle de Dolça Catalunya. Barcelona, Mateu, 1969
- L'Albufera de València. Barcelona, Edicions de la Rosa Vera, 1970 [Grabados de Jaume Pla]
- Obres completes III. Viatge pel País Valencià. Barcelona, Edicions 62, 1971
- Babels i babilònies. Ciudad de Mallorca, Moll, 1972
- Literatura catalana contemporània. Barcelona, Curial, 1972
- Rebeldes y heterodoxos. Esplugas de Llobregat, Ariel, 1972 [trad. de Josep Palacios]
- Contra Unamuno y los demás. Barcelona, Península, 1975
- Obres completes IV. Assaigs. Barcelona, Edicions 62, 1975
- La Decadència al País Valencià. Barcelona, Curial, 1976
- Un país sense política. Barcelona, La Magrana, 1976
- El blau en la senyera. Valencia, Tres i Quatre, 1977
- Contra el noucentisme. Barcelona, Crítica, 1977
- Obres completes V. Literatura i llegenda. Barcelona, Edicions 62
- Destinat (sobretot) a valencians. Valencia, Tres i Quatre, 1979
- Notes d'un desficiós. Valencia, Almudín, 1980 [prólogo de Vicent Ventura]
- Ara o mai. Valencia, Tres i Quatre, 1981
- Indagacions i propostes. Barcelona, Edicions 62 y la Caixa, 1981 [prólogo de Carme Arnau]
- País Valencià, per què?. Valencia, Tres i Quatre, 1982
- Veure el País Valencià. Barcelona, Destino, 1983
- Cultura nacional i cultures regionals dins els Països Catalans. Barcelona, Departamento de Cultura de la Generalidad de Cataluña, 1983
- Sagitari. Valencia, Diputación de Valencia, 1984
- Pamflets polítics. Barcelona, Empúries, 1985
- Punts de meditació (Dubtes de la «Transición»). Valencia, Tres i Quatre, 1985
- Llibres i problemes del Renaixement. Barcelona, Publicacions de l'Abadía de Montserrat, 1989
- Textos d'exili. Valencia, Generalidad Valenciana, 1991 [prólogos de Alfons Cucó y Santiago Cortès]
- Obres completes VI. Assaigs 2. Barcelona, Edicions 62, 1991
- Notes d'un desficiós. Pròleg de Nel·lo Pellisser, epíleg d'Emili Piera. Valencia: Institución Alfonso el Magnánimo, 2017. Col. «Papers de Premsa» 5.
- Escrits de combat. Pròleg de Josep Lluís Carod Rovira; epíleg de Ferran Garcia-Oliver. Valencia: Tres i Quatre, 2020. [Recopilación de pamfletos políticos 1962-1983]
- Figura d'assaig. Literatura, crítica, cultura (1948-1992). Selecció i pròleg d'Antoni Martí Monterde. Barcelona: Comanegra, 2021.
- Escritos de crítica cultural. Valencia: PUV, 2022. Edición de F. Pérez Moragón y Salvador Ortells.

### Poesía
- Sobre Narcís. Prólogo de Xavier Casp. Valencia: Torre, 1948
- 3 poemes. Alicante: Verbo, 1949
- Ales o mans. Valencia: Torre, 1949
- Va morir tan bella. Valencia: Torre, 1951
- Terra en la boca. Barcelona: Barcino, 1953; 2ª edición, prólogo y edición de Josep Palàcios, Afers: Catarroja, 1993.
- Escrit per al silenci. Valencia: Institució Alfons el Magnànim, 1954; 2.ª edición, Valencia: Tres i Quatre, 1978.
- Set llibres de versos. Valencia: Tres i Quatre, 1987
- Obra pia. Ed. de Josep Palàcios. Alzira: Bromera, 1989
- Antologia poètica. Edición y prólogo de Josep Ballester. Barcelona: Proa, 1993
- Poemes inèdits. Edición y prólogo de Salvador Ortells Miralles. Valencia: Institució Alfons el Magnànim, 2018
- Poesia completa 1945-1987. Edición y prólogo de Salvador Ortells Miralles. Valencia: Institució Alfons el Magnànim-AVL, 2022

### Traducciones al español
- El descrédito de la realidad: Barcelona: Seix Barral, 1957; 2a ed., Barcelona: Ariel, 1975; 3a ed., Valencia: Facultat de Belles Arts-UPV, 1999.
- El País Valenciano: Barcelona: Destino, 1962.
- Las originalidades. Maragall y Unamuno frente a frente: Santiago de Xile/Madrid: Cruz del Sur, 1964.
- Alicante y la Costa Blanca: Barcelona: Planeta, 1965.
- Nosotros, los valencianos. Trad. de Josep Palàcios. Barcelona: Península, 1967; 2a ed., 1976; 3a ed., Valencia: Mil999, 1996; 4a ed., Madrid: Diario     El Mundo, 2004.
- Antes que el sol no queme.../Abans que el sol no creme... : Barcelona: La Galera, 1969.
- Poetas, moriscos y curas: Madrid: Ciencia Nueva, 1969.
- Diccionario para a ociosos: Barcelona: Edicions 62, 1970; 2a ed., Barcelona: Marca Hispánica, 1986; 3a ed., Barcelona: Península, 1992.
- El hombre, medida de todas las cosas: Madrid: Seminarios y Ediciones, 1970.
- Rebeldes y heterodoxos: Esplugues de Llobregat: Ariel, 1972.
- Contra Unamuno y los demás: Barcelona: Península, 1975; 2a ed., 1998.
- Literatura catalana contemporánea: Madrid: Editora Nacional, 1975.
- Ver el País Valenciano. Barcelona: Destino, 1983. Fotografías de Raimon Camprubí.
- Nuevos ensayos civiles. Edició de Justo Serna i Encarna Garcia Monerris. Madrid: Espasa-Calpe, 2004.
- Sagitario. Traducción de Maria Rosich. Prólogo de Mercedes Cebrián. Barcelona: Rayo Verde, 2022.
- Consejos, proverbios e insolencias. Traducción de Àngela Elena Palacios. Prólogo de Suso de Toro. Barcelona: Hurtado & Ortega-Magnànim, 2022.

### De Joan Fuster
- Fuster, Joan (abril  de 1979). Nosaltres, els valencians (en catalán). Barcelona: edicions 62. ISBN 8429712941.

### De otros autores
- Archilés i Cardona, Ferran (2012). Una singularitat amarga, Joan Fuster i el relat de la identitat valenciana. Catarroja: Afers. p. 426. ISBN 978-84-92542-64-2.
- Ardit, Manuel; San Martín, Ángel (1994). Fi de segle: incerteses davant un nou mil·lenni (en catalán). Valencia: Universidad de Valencia. ISBN 8437016045.
- Iborra, Josep (1995).  Generalidad Valenciana, Diputación Provincial de Valencia, ed. Confluències. Una mirada sobre la literatura valenciana actual (en catalán). Valencia: Edicions Alfons el Magnànim. ISBN 84-7822-162-X.
- Preston, Paul; SAZ, Ismael. De la revolución liberal a la democracia parlamentaria: Valencia (1808-1975). Valencia: Universidad de Valencia. ISBN 8470308556.

### En castellano
- Joan Fuster en lletrA, el espacio de literatura catalana de la Universidad Abierta de Cataluña.
- Joan Fuster rompe su silencio. Entrevista en el periódico español La Vanguardia del 6/10/1991.

### En catalán
- Bibliografía seleccionada sobre Joan Fuster, por el Grupo de Nuevas Tecnologías de la Información aplicadas a la Educación, de la Universidad Jaime I de Castellón.
- Bibliografía seleccionada sobre Joan Fuster, por la Cátedra Joan Fuster de la Universidad de Valencia.
- Bibliografía sobre Joan Fuster, en la página de la Associació d'Escriptors en Llengua Catalana.
- Fuster, Joan: Nosaltres, els valencians.
- Web oficial del Centre Documental Casa Joan Fuster (Sueca) y la Cátedra Joan Fuster de la Universidad de Valencia

### Obras digitalizadas
- Obras digitalizadas de Joan Fuster en la Biblioteca Digital Hispánica de la Biblioteca Nacional de España

- Datos: Q561147
- Multimedia: Joan Fuster i Ortells / Q561147
- Citas célebres: Joan Fuster